# Marta Roure

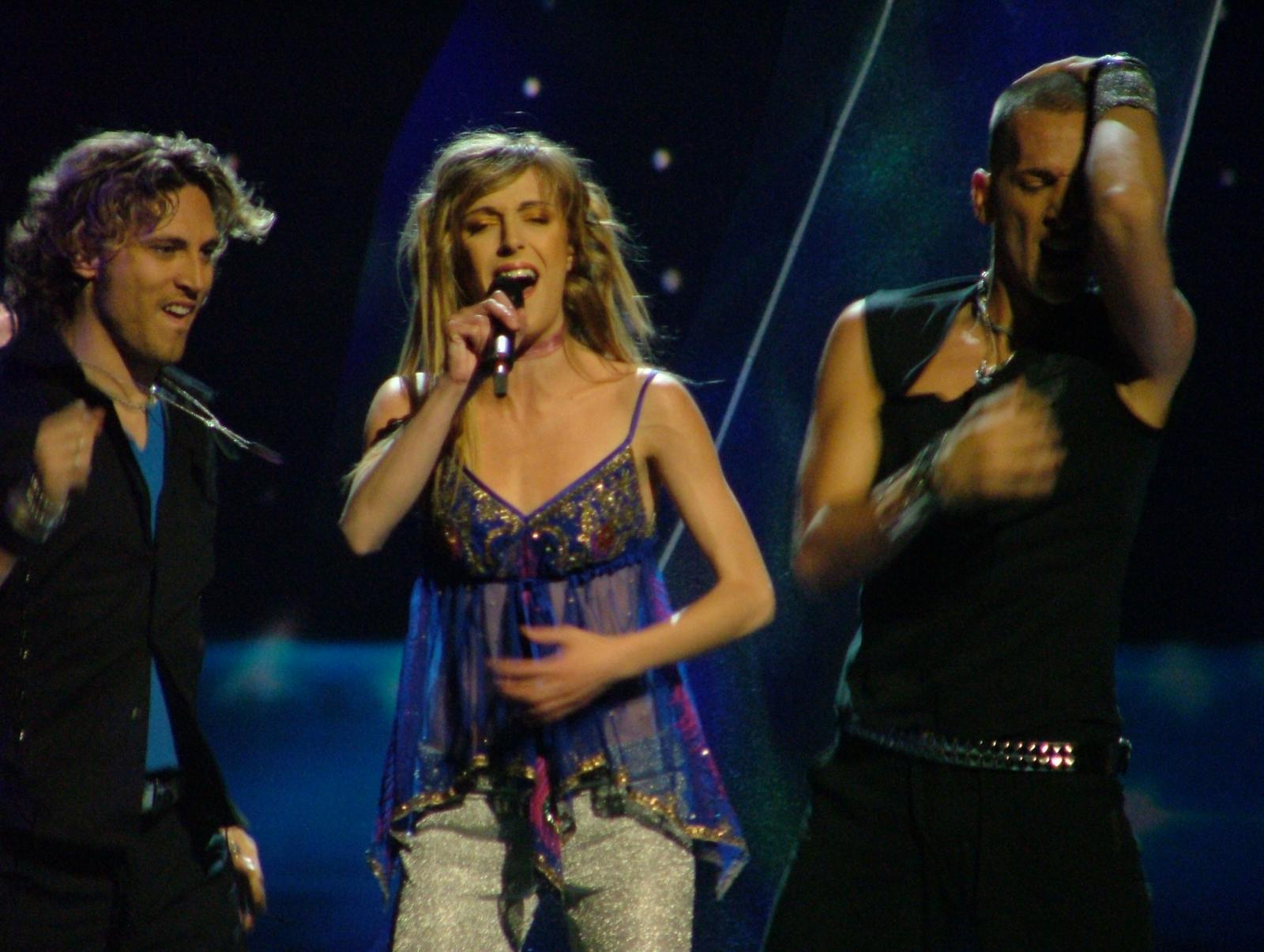

Marta Roure (Andorra-a-Velha, 16 de janeiro de 1981) é uma cantora andorrana. Marta Roure foi a representante de Andorra no Festival Eurovisão da Canção 2004, não tendo conseguido passar à final com um 18.º lugar na semi-final.